# Кордеро, Рэндалл
Рэ́ндалл Корде́ро Агила́р (исп. Randall Cordero Aguilar; 15 июля 1996, Картаго, Коста-Рика) — коста-риканский футболист, защитник клуба «Картахинес».

## Биография
Кордеро — воспитанник клуба «Картахинес». Начал спортивную карьеру в юношеских командах клуба, особенно проявил себя в возрастной категории до 17 лет. В марте 2014 года Рэндалл добился вызова в главную команду «Картахинеса». Он попал в заявку на Летний чемпионат, но в четырёх первых матчах турнира на поле не выходил. На профессиональном уровне дебютировал 16 апреля 2014 года в матче против команды «Сантос де Гуапилес». По итогам квалификационного этапа чемпионата «Картахинес» заняли лишь девятое место, не попав в плей-офф. Защитник вернулся в молодёжную команду (до 20 лет), где занимался на протяжении двух лет. В июне 2016 года главный тренер команды Джестин Кампос вновь привлёк Кордеро к основному составу.

## Титулы
- Обладатель Кубка Коста-Рики (2): 2014, 2015